# St. Peter und Paul (Seinsheim)

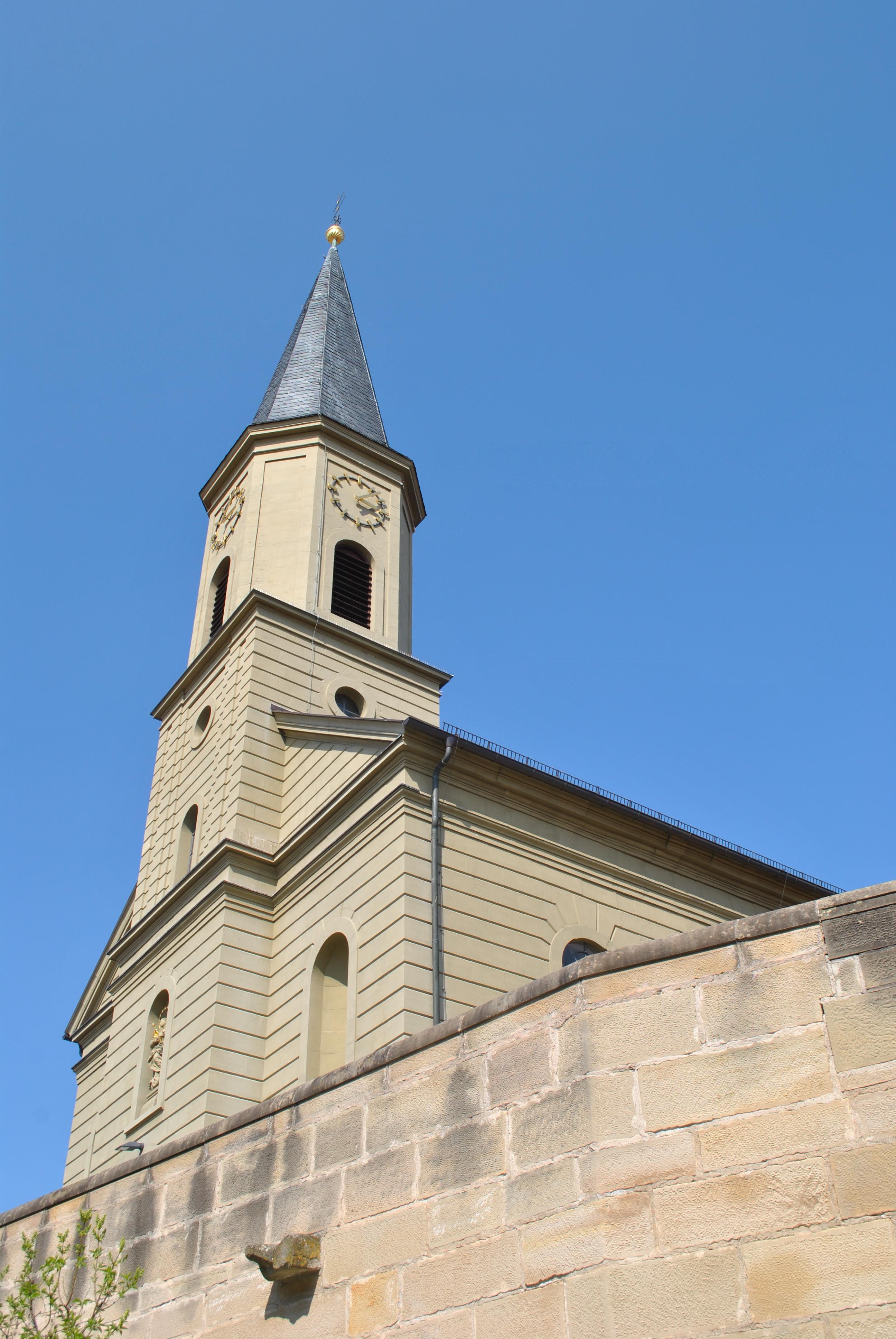
Die Kirche St. Peter und Paul in Seinsheim

Die Kirche St. Peter und Paul ist das katholische Gotteshaus im unterfränkischen Ort Seinsheim. Es liegt an der Marktstraße auf einer Erhebung inmitten des Ortes und ist von den Überresten einer Gadenanlage umgeben. Heute ist die Kirche Teil des Dekanats Neustadt an der Aisch im Erzbistum Bamberg.

## Geschichte
Die Geschichte der Kirche ist eng mit der des Dorfes verbunden, dessen Mittelpunkt sie noch heute bildet. Lange Zeit hatte das namensgebende Adelsgeschlecht der Seinsheim die Dorfherrschaft inne. Es ließ wohl auch die Kirche und die sie umgebende Kirchenburg errichten. Wahrscheinlich befestigte man die Kirche im 15. Jahrhundert, als das Dorf das Markt- und Stadtrecht von seinen Herren erhielt. Die Kirche wurde im Barock neu ausgestattet.
Der heutige Bau entstand zu Beginn des 19. Jahrhunderts. Im Jahr 1804 ließen die Herren von Seinsheim-Sünching die alte Kirche wegen Baufälligkeit abbrechen. Erst fünf Jahre später, 1809, ging durch den Wiesentheider Maurermeister Thaddäus Dückelmann ein erster Entwurf für einen Neubau mit einem Kostenvoranschlag ein. Im Juni 1810 lehnte das bayerische Oberbaukommissariat den Entwurf ab. Erst ein zweiter Plan eines gewissen Spindler, der im April 1811 entstand, wurde im Juli desselben Jahres gebilligt.
Im November 1811 genehmigte der bayerische König Max I. Joseph, der seit 1806 Oberherr über die seinsheimischen Güter und Orte geworden war, den Neubau. Die Kosten betrugen über 14.350 Gulden. Ausführender Meister war wiederum Dückelmann und die Kirche wurde bis 1812 in ihrer heutigen Erscheinung fertiggestellt. Am 5. April 1945 wurde Seinsheim von amerikanischen Fliegern angegriffen, das Gotteshaus überstand die Bombardierung aber weitgehend ohne Zerstörungen. Die Kirche ist als Baudenkmal eingeordnet.

## Architektur
Die Kirche ist ein geschlossener Saalbau des Klassizismus. Sie wird durch fünf Achsen gegliedert. Das Langhaus schließt mit einem Satteldach ab. Daran schließt sich im Osten – das Gotteshaus wurde mit dem Neubau des 19. Jahrhunderts geostet – ein eingezogenes Altarhaus mit dreiseitigem Schluss und den Ausmaßen einer Achse an. Im Nordosten befindet sich die Sakristei. Der gesamte Bau wird von Rustika-Mauerwerk beherrscht. Zwei Hochrechteckportale am Langhaus gliedern die Kirche, die innen eine Flachdecke trägt.
Die Westfassade wird vom hohen, das Dorf überragenden Turm dominiert. Der Turmunterbau ist in das Langhaus integriert, es besteht lediglich eine risalitartige Vorstufung. Durch ein Rundbogenportal mit profilierten Gesimsen gelangt man in das Kircheninnere. Eine Figurennische enthält die Skulptur einer Heiligen. Die Nischen an der Westseite des Langhauses sind leer geblieben. Ein Kranzgesims gliedert den Turm. Das achteckige Glockengeschoss und den spitzen Helm erhielt die Kirche erst 1857/1858.

## Ausstattung

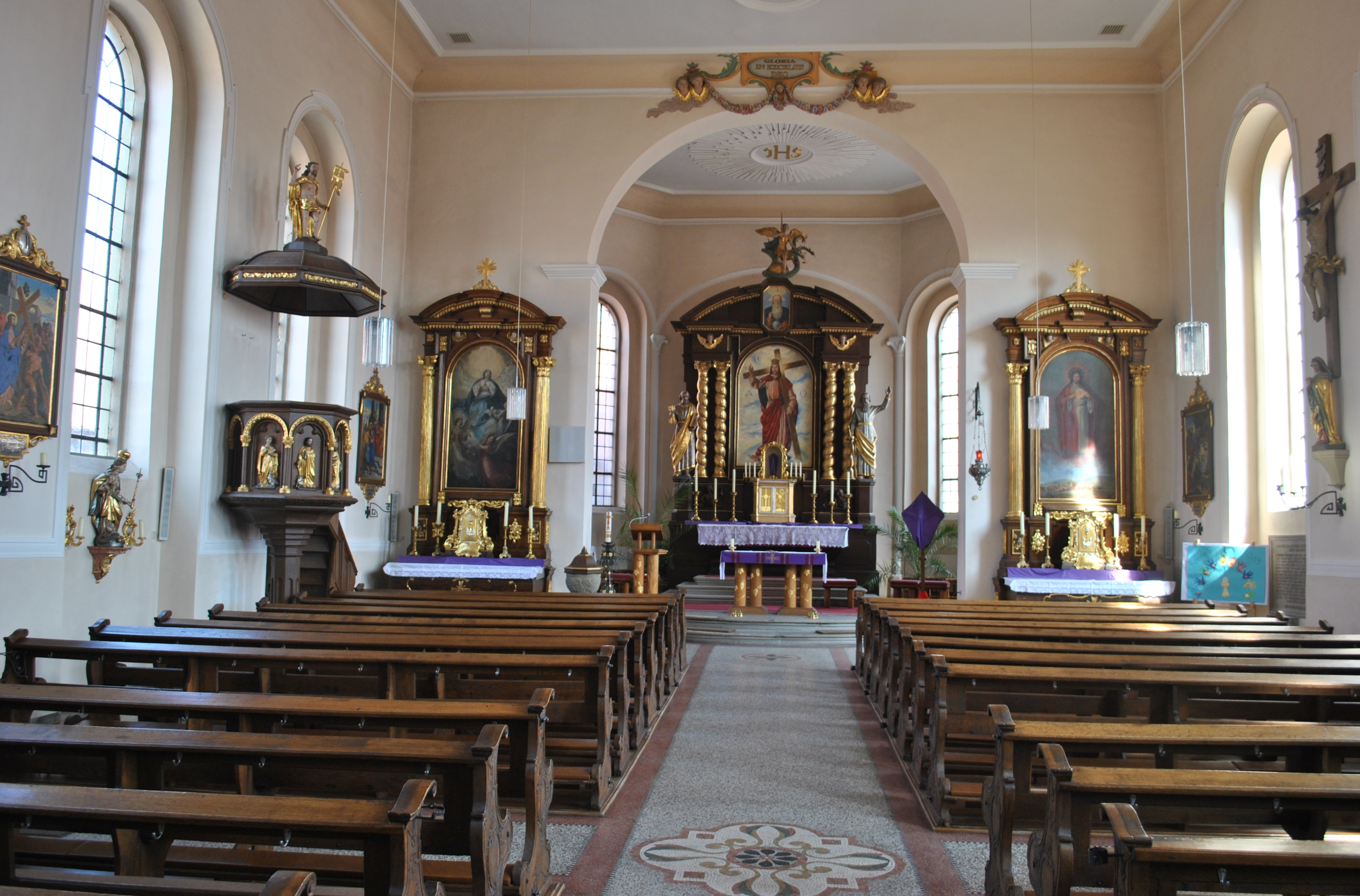
Das Innere der Kirche nach Osten

Die Ausstattung wird von den Objekten der Neorenaissance beherrscht, die zumeist zu Beginn des 19. Jahrhunderts dorthin gelangten. Die ältesten Elemente der Ausstattung wie die Holzfigur der Muttergottes aus der Riemenschneiderschule aus der Zeit um 1510 werden heute allerdings im Pfarrhaus aufbewahrt. Eventuell stammen auch der Aufbau des Hochaltars und das Gestühl aus dem Vorgängerbau.
Der viersäulige Hochaltar wird vom Gemälde des Christus Salvator beherrscht, das von zwei lebensgroßen, vollplastischen Figuren der Kirchenpatrone Peter und Paul eingerahmt wird. Darüber befindet sich als Auszug ein Bild Gottvaters. Darüber ist die Figur des Erzengels Michael angebracht. Die Seitenaltäre haben einen ähnlichen Aufbau. Beide sind zweisäulig und schließen statt mit einem Auszug mit einem Kreuz ab. Auf dem Blatt des rechten Seitenaltars ist unterhalb der Erscheinung Jesu das brennende Seinsheim von 1945 dargestellt. Alle Blätter wurden im 20. Jahrhundert geschaffen.
Die Kanzel auf der linken Seite des Langhauses trägt die gleichen Farben wie die Altäre. Sie schließt mit dem auferstandenen Christus auf dem Schalldeckel ab. Ein Kreuzweg aus mehreren Stationen im Stile der Nazarener durchzieht das Langhaus. Mehrere Figuren zwischen den Fensterachsen stammen vielleicht aus dem Vorgängerbau. Die Westseite der Kirche wird von einer Empore mit der Orgel beherrscht. Waldemar Kolmsperger der Jüngere schuf 1926 das Fresko im Langhaus, das die Glorie der Apostel Petrus und Paulus zeigt und im Stil des 18. Jahrhunderts gehalten ist.